# Список міністрів закордонних справ Індії
Міністр закордонних справ Індії — посада в індійському уряді, керівник міністерства закордонних справ Індії. Відповідає за представлення Індії та її уряду на міжнародному рівні.
У статті подано список міністрів закордонних справ Індії від 1946 року.

## Список міністрів
| Ім'я                              | Фото | Початок повноважень | Закінчення повноважень |
| --------------------------------- | ---- | ------------------- | ---------------------- |
| Джавахарлал Неру                  |      | 2 вересня 1946      | 27 травня 1964         |
| Ґулзарілал Нанда                  |      | 27 травня 1964      | 9 червня 1964          |
| Лал Багадур Шастрі                |      | 9 червня 1964       | 17 липня 1964          |
| Сардар Сваран Сінґх               |      | 18 липня 1964       | 14 листопада 1966      |
| Мохамед Алі Каррім Чагла          |      | 14 листопада 1966   | 5 вересня 1967         |
| Індіра Ганді                      |      | 6 вересня 1967      | 13 лютого 1969         |
| Дінеш Сінґх                       |      | 14 февраля 1969     | 27 июня 1970           |
| Сардар Сваран Сінґх               |      | 27 червня 1970      | 10 жовтня 1974         |
| Яшвантрао Чаван                   |      | 10 жовтня 1974      | 24 березня 1977        |
| Атал Біхарі Ваджпаї               |      | 26 березня 1977     | 28 липня 1979          |
| Ш'ям Нандан Прасад Мішра          |      | 28 липня 1979       | 13 січня 1980          |
| Памулапарті Венката Нарасімха Рао |      | 14 січня 1980       | 19 липня 1984          |
| Індіра Ганді                      |      | 19 липня 1984       | 31 жовтня 1984         |
| Раджив Ганді                      |      | 31 жовтня 1984      | 24 вересня 1985        |
| Балі Рам Бгаґат                   |      | 25 вересня 1985     | 12 травня 1986         |
| Пунджала Шив Шанкар               |      | 12 травня 1986      | 22 жовтня 1986         |
| Нараян Дутт Тіварі                |      | 22 жовтня 1986      | 25 липня 1987          |
| Раджив Ганді                      |      | 25 липня 1987       | 25 червня 1988         |
| Памулапарті Венката Нарасімха Рао |      | 25 червня 1988      | 2 грудня 1989          |
| Вішванат Пратап Сінґх             |      | 2 грудня 1989       | 5 грудня 1989          |
| Індер Кумар Гуджрал               |      | 5 грудня 1989       | 10 листопада 1990      |
| Відья Чаран Шукла                 |      | 21 листопада 1990   | 20 лютого 1991         |
| Мадхвасінґх Соланкі               |      | 21 червня 1991      | 31 березня 1992        |
| Памулапарті Венката Нарасімха Рао |      | 31 березня 1992     | 18 січня 1993          |
| Дінеш Сінґх                       |      | 18 січня 1993       | 10 лютого 1995         |
| Пранаб Кумар Мукерджі             |      | 10 лютого 1995      | 16 травня 1996         |
| Сікандер Бахт                     |      | 21 травня 1996      | 1 червня 1996          |
| Індер Кумар Гуджрал               |      | 1 червня 1996       | 18 березня 1998        |
| Атал Біхарі Ваджпаї               |      | 19 березня 1998     | 5 грудня 1998          |
| Ясвант Сінґх                      |      | 5 грудня 1998       | 23 червня 2002         |
| Яшвант Сінха                      |      | 1 липня 2002        | 22 травня 2004         |
| Кунвар Натвар Сінґх               |      | 22 травня 2004      | 6 листопада 2005       |
| Манмоган Сінґх                    |      | 6 листопада 2005    | 24 жовтня 2006         |
| Пранаб Кумар Мукерджі             |      | 24 жовтня 2006      | 22 травня 2009         |
| Соманахаллі Маллайя Крішна        |      | 22 травня 2009      | 28 жовтня 2012         |
| Салман Хуршід                     |      | 28 жовтня 2012      | 26 травня 2014         |
| Сушма Сварадж                     |      | 26 травня 2014      | 30 травня 2019         |
| Субраманьям Джайшанкар            |      | 30 травня 2019      |                        |